# Akram Poladov
Akram Poladov (en azéri : Əkrəm Nicat oğlu Poladov ; né en 1964 à Bakou) est un chanteur d’opéra azerbaïdjanais, Artiste du peuple de la République d'Azerbaïdjan (2018), lauréat du prix du Président.

## Biographie
Akram Nidjat oghlu Poladov est né à Bakou en 1964. Il est diplômé de l'Académie de musique Hadjibeyov de Bakou et de l'Académie d'Opéra d'Osimo, en Italie. Il est diplômé du concours vocal international organisé en Italie.
Akram Poladov, qui commence comme choriste au Théâtre national académique azerbaïdjanais d'opéra et de ballet en 1988, devient soliste en 1991. Actuellement, il est le soliste de théâtre de haut rang.
Il apparaît dans des représentations d'opéras nationaux et classiques, créant des personnages très intéressants et mémorables. 
Akram Poladov est également soliste à la chapelle du chœur d'État d'Azerbaïdjan. Il interprète des airs et des romances d'opéras de compositeurs occidentaux et russes.
En 2002, il reçoit le titre d'Artiste émérite de la République d'Azerbaïdjan et le 27 mai 2018, le titre honorifique d'Artiste du peuple d'Azerbaïdjan. Il est lauréat du prix présidentiel.